# Проклятый камень (фильм)
«Проклятый камень» (англ. Greystone Park) — американский фильм ужасов  2012 года, снятый режиссёром Шоном Стоуном и сценаристом Александром Райтом.

## Сюжет
По словам создателей, фильм основан на реальных событиях.
Шон и Александр принимают решение посетить заброшенную психиатрическую больницу Грейстоун Парк в Нью-Джерси, известную как место пыток и страшных экспериментов над пациентами. Оказавшись внутри клиники, они вскоре  понимают, что здесь есть кто-то кроме них.

## В ролях
- Шон Стоун  — Шон
- Александр Райт — Александр
- Оливер Стоун  — камео
- Брюс Пэйн — демон (голос)[2]
- Элла Лентини — Антонелла

## Критика и отзывы
В общем и целом фильм получил негативные отзывы критиков и зрителей. На сайте Rotten Tomatoes фильм имеет рейтинг 14% со средним баллом 1,8 из 5. На IMDb фильм имеет рейтинг 3,2 / 10. Автор портала IndieWire Гейб Торо отозвался о Стоуне и Райте как о «формалистах», сделавших «надуманный» и «чрезмерно театральный» хоррор с  «агрессивно неприятной манерой съёмки». При этом он всё же отмечает достаточно зрелую режиссуру и эффектную Антонеллу (Эллу) Лентини.